# The Prince of the Pagodas
The Prince of the Pagodas is een compositie van Benjamin Britten. Het werk kreeg opus 57 mee, maar in het totaaloverzicht van zijn werk overschreed dit werk ruimschoots nummer 100.

## Geschiedenis
De voorgeschiedenis van dit twee uur durende werk is lang. Een eerste aanknopingspunt is te vinden in de ontmoeting van Britten met collega-componist Colin McPhee tijdens een verblijf in de Verenigde Staten in 1939. McPhee was net teruggekeerd van een achtjarig verblijf op Bali en Britten was met vriend Peter Pears (deels) op de vlucht voor de dreigende Tweede Wereldoorlog. McPhee had een uitgebreide studie achter de rug van de plaatselijke muziek van Indonesië en de gamelanmuziek in het bijzonder. Die studie zou onder meer uitmonden in het werk Balinese ceremonial music, een werk voor twee piano's. Britten diende als sparringpartner van McPhee tijdens repetities die uiteindelijk leidden tot optredens en opnamen. In 1944 zat Britten samen met pianist Clifford Curzon in de Wigmore Hall om de Britse première van dat werk te geven. Britten bleef al die tijd geïnteresseerd in die muziek. Dat leidde op zich weer in een reis naar Bali eind 1955.
De andere kant van het verhaal is dat choreograaf John Cranko een ballet wilde verzorgen met Sadler Wells in Londen. Datzelfde Sadler Wells kondigde in januari 1954 aan dat zij overeenstemming hadden bereikt met Benjamin Britten dat hij de muziek zou schrijven. Cranko had via wederzijdse vriend John Piper kennisgemaakt met Britten en mocht de aankleding verzorgen van diens opera Gloriana. Cranko vroeg of Britten een componist wist die muziek wilde componeren bij een toekomstig ballet op basis van het sprookje Serpentin van Madame D'Aulnoy. Hij kon toen nog niet bevroeden dat Britten zelf de handschoen zou oppakken. De geplande eerste uitvoering was oktober 1955. Britten, die door zijn ervaring met filmmuziek in eerdere jaren vrij vlot kon componeren, begon er echter pas in september 1954 aan te werken. In april 1955 stond een deel van de muziek op papier, maar Cranko vond die muziek te ingewikkeld voor ballet. De zaak wilde niet vlotten, Britten componeerde allerlei zaken tussendoor en pas in augustus 1955 begon hij aan de muziek voor de tweede akte. De datum voor uitvoeringen verschoof naar februari 1956. Deze ruimte werd echter meteen in beslag genomen doordat Britten op tournee ging (als musicus) en niet aan componeren toekwam. De datum werd opnieuw verschoven naar juli 1956.
Beide zaken kwamen samen toen Britten tijdens zijn uitgebreide werkreis in januari 1956 op Bali aankwam. Hij was toen nog steeds bezig met de muziek van Akte II, maar zat volkomen vast. De spirituele gamelanmuziek inspireerde Britten en zorgde voor een uitweg. Britten beet zich er in vast, maar de basis van die muziek vond hij minstens net zo moeilijk als de toenmalige muziek van Arnold Schönberg, aldus een brief aan Imogen Holst. Om de inspiratie vast te houden liet Britten gamelanmusici uit Ubud in Denpasar een opname maken en dit leidde tot het verder werken aan Akte II. De baas van Covent Garden Ninette de Valois kreeg bericht dat hij het ballet zou afronden voor september 1956. Het is dan ook niet vreemd dat gamelanmuziek in The Prince of the Pagodas verscheen. Britten zat wel met het probleem dat de Oosterse klanken uiteindelijk voortgebracht moesten worden door westerse percussieinstrumenten. Transcripties zorgden voor hoofdbrekens. Het werk schoot desalniettemin op, maar Britten was uitgeput en de datum van uitvoering moet opnieuw opgeschoven worden.
Op 1 januari 1957 dirigeerde Britten zelf de eerste uitvoering van het ballet in Royal Opera House Covent Garden en daaropvolgend 23 andere uitvoeringen aldaar. Vervolgens ging het ballet de wereld rond met uitvoeringen in New York, München en het befaamde La Scala in Milaan, alwaar Britten ook de dirigent was. Na maart 1958 verdween het werk uit zicht, mede doordat de critici het totaalwerk niet waardeerden. Het lag niet aan de muziek, maar men vond de choreografie van Cranko ondermaats, ondanks dat hij nog diverse aanpassingen had voorgeschreven. Cranko gaf Britten de schuld en zo kreeg Britten toch aversie tegen het werk, dat hem in eerste instantie zo had bekoord na de lange termijn van werk. The Prince of Pagodas verdween van het repertoire, alhoewel Cranko nog pogingen deed het werk te rehabiliteren in Stuttgart en Moskou (Kirov Ballet). Daarvoor moesten aanpassingen aan de muziek doorgevoerd worden, die Britten echter steevast weigerde.
Dat weigeren was op zich vreemd, want Britten had de muziek zelf al aangepast. In februari 1957 nam Britten het werk op met het orkest van Covent Garden. Twee uur muziek was toen echter te lang voor een dubbelelpee, dus Britten begon te snijden (coupures).
Zoals gezegd verdween The Prince of the Pagodas uit zicht.

## Opnamen 1990
Delen van The Prince werden wel uitgevoerd en zo hoorde Oliver Knussen in 1960 op de radio een versie van Pas de six, gespeeld door Antal Dorati en het London Symphony en Knussen was er weg van. In de loop van de jaren ontwikkelde Knussen zich als Brittenfanaat en hij verzamelde steeds meer gegevens over een (in zijn ogen) fantastisch werk, dat nooit werd uitgevoerd en dat dreigde te verdwijnen. Door zijn contacten in de muziekwereld hoorde hij dat naast Dorati ook André Previn en Michael Tilson Thomas (hij was bij een van de voorstellingen geweest) weg waren van de muziek. In de laatste maanden van Brittens leven ontmoette Knussen de componist Colin Matthews, die assistent was geweest van Britten en toegang had tot Brittens archief. Matthews zou later onvoltooide werken van Britten gereedmaken voor uitvoering. Er ontstond een beweging om The Prince of the Pagodas in ere te herstellen, maar Knussen, Colin Matthews en diens broer David Matthews zagen in dat er uitgebreide restauratiewerkzaamheden verricht moesten worden om de coupures van Britten zelf weer op te vullen. Het idee kwam in  een stroomversnelling toen Knussen als dirigent betrokken raakte bij de 1983-versie het Aldeburgh Muziekfestival (gestart door Britten en later veelvuldig gewijd aan muziek van die componist). Hij besprak met Colin Matthews dat hij een avond wilde vullen met Tabuh-Tabuhan uit 1936 van Colin McPhee en delen uit The Prince.
Een eerste poging om het totale werk op het podium te krijgen wilde nog niet vlotten, maar een 80 minuten durende versie in 1988 deed wonderen. Knussen en het London Sinfonietta en het publiek vonden het geweldig. Zowel Knussen, Colin Matthews en London Sinfonietta zagen hun wens in vervulling gaan. In mei 1989 kregen zij de gelegenheid een opname te maken van het totale werk in de St Augustine's Church te Kilburn en in 1990 kwam The Prince of Pagodas via Virgin Classics op de markt.

## Delen
De indeling die hieronder genoteerd wordt is afkomstig van de Virgin-opname, die alleen op compact disc en muziekcassette uitkwam:
1. Prelude
2. Acte I
  1. The palace of the emperor of the middle kingdom
    1. The fool and the dwarf
    2. March and courtiers dance
    3. Entry of the pages and the four kings
    4. Variation of the king of the north
    5. Variation of the king of the east
    6. Variation of the king of the west
    7. Variation of the king of the south
    8. The kings bow before the emperor
    9. Variation of princess Belle Epine
    10. Variation of princess Belle Rose and Pas de deux
    11. The kings and Belle Rose
    12. Belle Epine and the four kings
    13. The rage of the kings
    14. Entry of the four winged frogs
3. Acte II, Scene 1 
  1. The strange journey of Belle Rose to the Pagoda Land
    1. Introduction: Belle Rose borne in by the frogs
    2. Waltz Clouds, stars and moon
    3. Belle Rose borne in by the frogs
    4. Entrée Sea horses, fish creatures and waves
    5. Variation Sea horses
    6. Variation Fish creatures
    7. Coda
    8. Belle Rose borne in by the frogs
    9. Pas de deux Male and female flames
    10. Variation Male flame
    11. Variation female flame
    12. Coda
    13. Belle Rose, exausted, borne in by the frogs
4. Acte II, Scene 2
  1. The arrival and adventues of Belle Rose in the kingdom of the Pagodas
    1. Belle Rose in darkness
    2. The Pagodas
    3. The salamander
    4. Pes de deux The Prince and Belle Rose
    5. Belle Rose hunts for the Prince
5. Acte III; scene 1
  1. The palace of the middle kingdom
    1. Empress Belle Epine
    2. The old emperor
    3. Appearance of Belle Rose and the salamander
6. Acte III, scene 2
  1. The pagoda palace
    1. Pax de six Entre’’e
    2. Variation 1 Pas de deux
    3. Variation 2 Girl’s solo
    4. Variation 3 Boy’s solo
    5. Variation 3 Pas de trois
    6. Variatuon 3 Coda
    7. Pas de Caractere: The emperor and the fool
    8. Pad de deux: Belle Rose and the Prince of the Pagodas
    9. Variation The Prince
    10. Variation Belle Rose
    11. Finale
    12. Apotheosis

### Orkestratie
- 3 dwarsfluiten (II en III ook piccolo), 3 hobo's (II en III ook althobo), 2 besklarinetten, 1 esklarinet, 1 altsaxofoon, 3 fagotten (III ook contrafagot)
- 4 hoorns, 3 trompetten, 3 trombones, 1 tuba
- pauken, 7 man/vrouw percussie voor gong, xylofoon, etnische trom, piccolopauk, tom-tom, bekkens, tamtam, castagnetten, woodblocks, kleine trom, tenortrom, grote trom en tamboerijn
- 1 harp, piano vierhandig, celesta
- violen, altviolen, celli, contrabassen

## Discografie
In 2012 zijn de hierboven aangehaalde opnamen de enige twee die verkrijgbaar zijn en er kan aangenomen worden dat van dit werk verder geen opnamen zijn gemaakt. De opname van Britten uit 1957 is te koop via Decca Records, de opname van Knussen is in 2012 niet meer verkrijgbaar.